# NGC 2236
NGC 2236 è un ammasso aperto di tipo Trumper III2p nella costellazione dell'Unicorno a sud dell'equatore celeste. Ha una magnitudine apparente di 8,5 mag e si trova a 9550 anni luce.

## Scoperta
L'ammasso è stato scoperto il 23 febbraio 1784 da William Herschel.